# San Justo (Buenos Aires)
San Justo es una localidad argentina, cabecera del partido de La Matanza, en la zona oeste del área metropolitana de Buenos Aires. Se encuentra a 2,5 km del límite con la Ciudad Autónoma de Buenos Aires. Es sede de la Universidad Nacional de La Matanza.

## Historia
El partido de La Matanza, cuya identidad se remonta a comienzos del siglo XVII, permaneció un largo trecho sin contar con una ciudad capital, no por falta de iniciativas sino por diversas circunstancias que lo prolongaron.
En el año 1852, el juez de paz, Lino Lagos, que también fue jefe de Gobierno, formuló las primeras solicitudes para obtener los terrenos necesarios para asentar una ciudad cabecera. Sin embargo, no fue hasta el mes de junio de 1856 que se lo logró. José Gorchs, representando a los herederos de Justo Villegas, propuso que la fundación se hiciera en las tierras que ellos poseían y estaban dispuestos a donar a la comunidad. Aclaraban además que esta donación tenía por objeto brindar un servicio público. Allí se construiría una municipalidad, una iglesia, un colegio y la administración de seguridad.
Los lotes entregados comprendían también, terrenos para la construcción de un cementerio, un mercado y una zona residencial. Para la realización de las obras fueron entregados, además, 20 000 pesos fuertes.
El 5 de agosto se acepta la donación y el 25 de diciembre de 1856, queda fundada la ciudad de San Justo, colocándose la piedra fundamental en el predio que ahora ocupa el Hospital Italiano; a pedido de los herederos de Justo Villegas se decide llamar a la ciudad «San Justo» y el 8 de enero de 1857 se solicita la formación de una corporación municipal. El 5 de marzo de ese año comienza a funcionar integrada por vecinos del lugar: Joaquín Madariaga, Vicente Silveyra, Hilario Schoor y Emilio Villegas.
La demarcación del pueblo estuvo a cargo de Melchor Romero; la misma fue aprobada el 13 de noviembre de 1857 por el Departamento de Topografía de la provincia, quedando así limitada a una legua cuadrada.
El 7 de julio de 1929 se inauguró el palacio municipal, sede de la intendencia del partido de La Matanza, durante la gestión del intendente Crovara.

## Geografía

### Ubicación
La ciudad de San Justo está ubicada a poco más de 3 km de la Capital Federal y abarca un sector este-oeste con una longitud aproximada de 7 km y un ancho de 4.

### Límites
Sus límites han ido evolucionando de acuerdo a los distintos decretos, ordenanzas y costumbres, que fueron jalonando con el correr de los años a partir de aquel primer plano de Melchor Romero. El 20 de junio de 1858 es aprobado el plano que dicta los límites del ejido de la ciudad; estos estaban demarcados por la milla clásica (1632 metros) y encerraban en ella las tierras de los donantes incluyendo las de otros vecinos ilustres, entre ellos: Margarita Lino Lagos, la familia Ramos Mejía, la familia Pueyrredón y otras.
En la actualidad las tierras donadas por la familia Justo Villegas se encuentran entre las calles Berro, Rincón, Don Bosco y Rivera Indarte.
San Justo limita con las localidades de Ramos Mejía, Lomas del Mirador, La Tablada, Ciudad Evita, Isidro Casanova y Villa Luzuriaga.
Sus límites actuales son La Paz, Rivera Indarte, Alberto Lartigau, Camino de Cintura, Venezuela con Villa Luzuriaga, Pedro León Gallo, Juan Manuel de Rosas, José Ignacio Rucci con Isidro Casanova, avenida Intendente Crovara, con Ciudad Evita Camino de Cintura, Peribebuy, con La Tablada, Formosa con Lomas del Mirador, avenida Gral.Mosconi, Vías de ferrocarril Roca con Ramos Mejía.

## Calles
Las calles del casco histórico que es donde actualmente se encuentra el centro comercial, financiero y administrativo. Originalmente desde su loteo de 1856 llevaba el nombre de las entonces 14 provincias argentinas existentes; con el correr de los años estos fueron sustituidos por el de países sudamericanos y personalidades locales. El más emblemático sería el de la calle principal donde se encuentra el núcleo comercial de la ciudad, originalmente llamada Buenos Aires hasta que en 1964 fue reemplazado por su nombre actual de Dr. Ignacio Arieta, prestigioso médico y afiliado radical del municipio de La Matanza que había fallecido un año antes. En la actualidad solo 3 calles que conforman el casco histórico quedaron con su nombre original de 1856: Salta, Jujuy y Entre Ríos.

## Clima
Si bien la ciudad de San Justo no posee ningún registro con información meteorológica, para saber el clima de dicha localidad se ha de consultar sobre estaciones meteorológicas más cercanas. Posee una isla de calor urbana, y la cantidad de heladas y nieblas ha disminuido notablemente, debido al crecimiento urbano que ha experimentado durante las últimas décadas. La última vez que nevó en San Justo fue el 9 de julio de 2007.
| Temperatura máxima diaria (°C). | 32 | 30 | 27 | 24 | 21 | 16 | 15 | 17 | 20 | 23 | 26 | 29 |
| Temperatura mínima diaria (°C). | 20 | 18 | 17 | 13 | 10 | 7  | 7  | 8  | 10 | 13 | 16 | 19 |

## Demografía

### Población

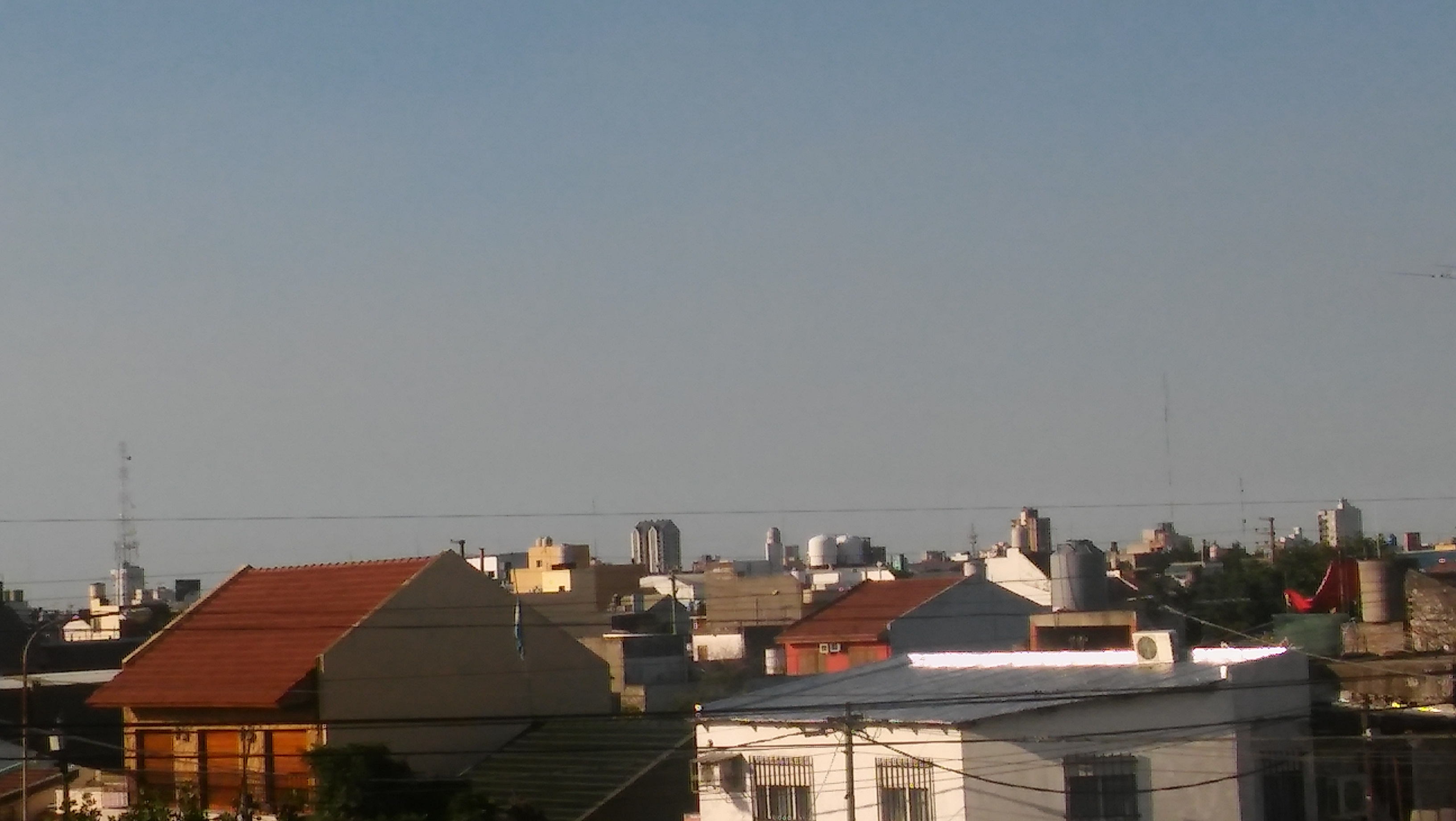
Vista panorámica de San Justo

De acuerdo con el censo de 2010, su población era de 136.604 habitantes. Entonces era la sexta localidad con más habitantes del partido. Esto representa un aumento del 29,8 % respecto a los 105.274 registrados en el anterior censo de 2001. San Justo representaba en 2010 el 7,69 % de la población total de La Matanza.
| Gráfica de evolución demográfica de San Justo entre 1991 y 2022 |
|                                                                 |
| Fuente: Censos nacionales del INDEC                             |

### Densidad
La densidad de la población fue calculada sobre la base de sus 17 km², divididos por la cantidad de habitantes, obteniendo como resultado para el año 2001 el valor de 6452,12.[cita requerida]

### Viviendas
Tomando como referencia el censo del año 2001, la cantidad de viviendas en San Justo es de 35.617 unidades. Dadas las cifras oficiales, se calcula que en esta localidad viven 3 personas por unidad habitacional.[cita requerida]

## Comercio
En torno a la calle Ignacio Arieta se sitúa el centro comercial a cielo abierto de San Justo. Este abarca desde la avenida Arturo Illia hasta la avenida Brigadier General Juan Manuel de Rosas (Ruta Nacional 3). El tramo más concurrido de la calle fue convertido en parte en peatonal en 2015. La localidad cuenta con el San Justo Shopping, un centro comercial de dos pisos inaugurado el 3 de diciembre de 2009.

## Gobierno

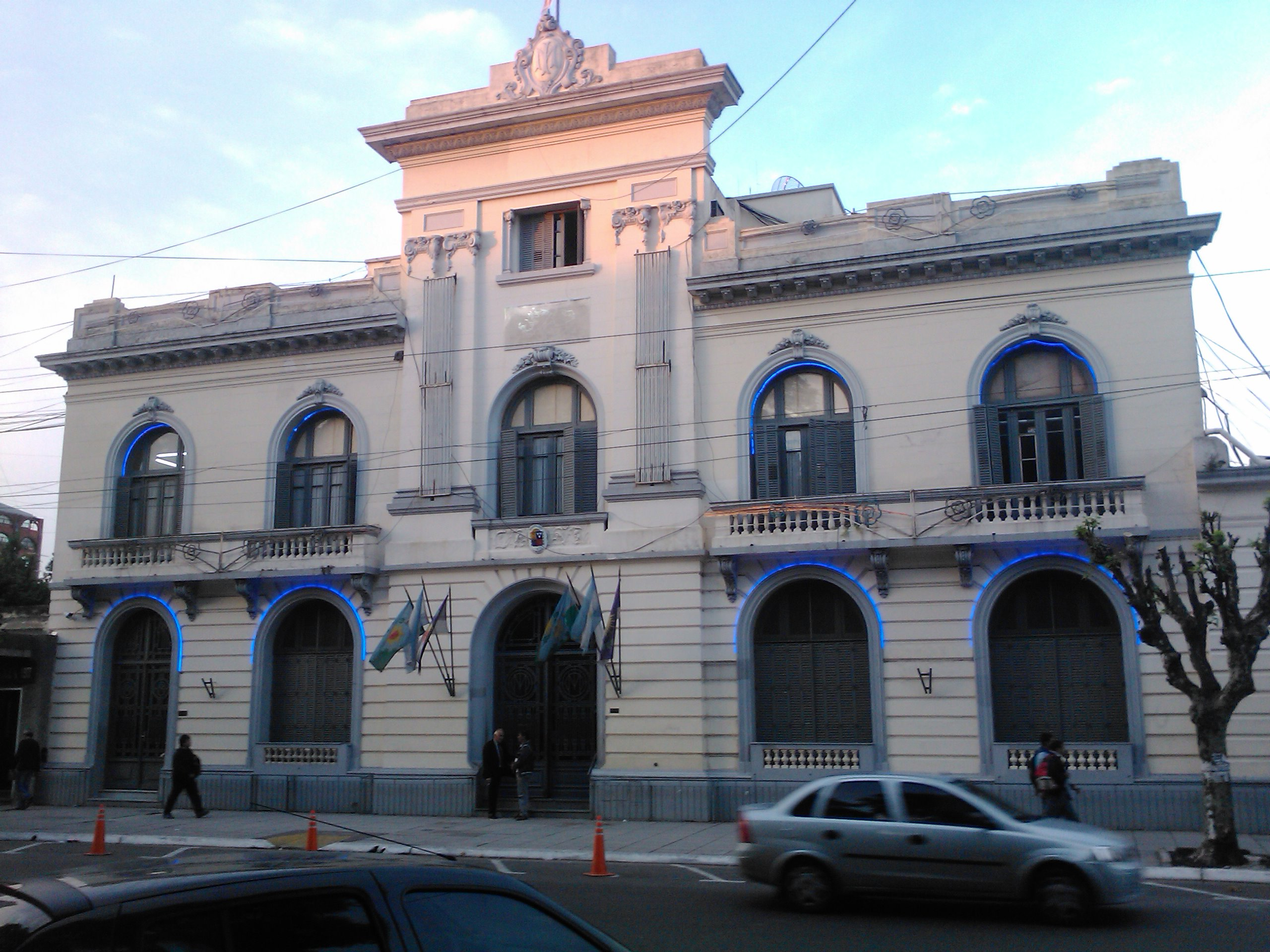
El palacio municipal de La Matanza, sede de la intendencia, fue inaugurado en 1929.

San Justo es la localidad cabecera del partido de La Matanza. Los poderes municipales tienen su sede allí: el palacio municipal y el concejo deliberante. Además es sede del Departamento judicial de La Matanza y de múltiples juzgados y tribunales dependientes del poder judicial de la provincia de Buenos Aires.

## Educación

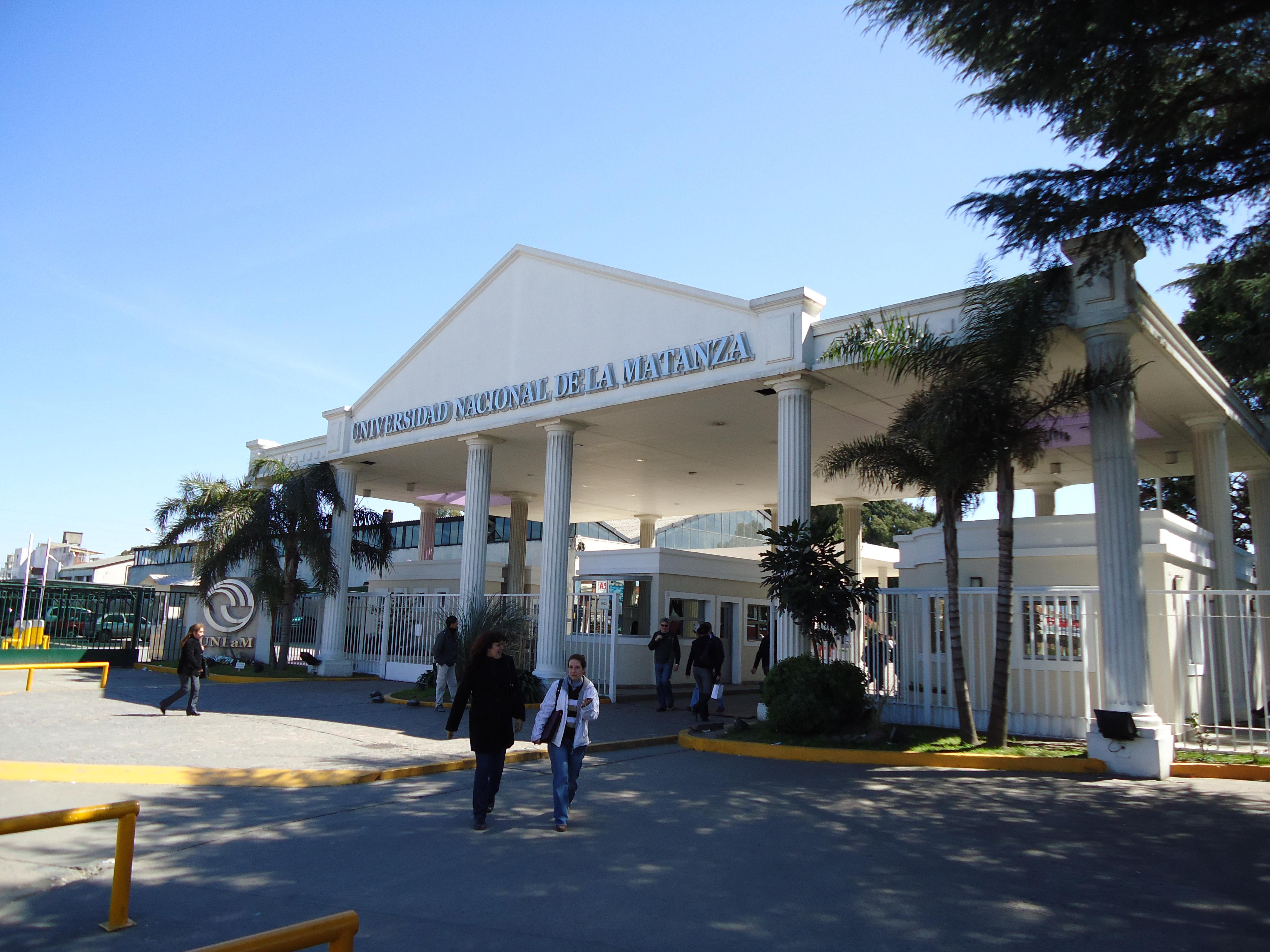
Entrada a la Universidad Nacional de La Matanza

Además de ser la sede de distintos establecimientos educativos primarios y secundarios, San Justo es la sede de la Universidad Nacional de La Matanza, fundada en 1989. Ofrece principalmente varias carreras de grado y posgrado bajo los departamentos de Ingeniería e Investigaciones Tecnológicas, Humanidades y Ciencias Sociales, Ciencias Económicas, Derecho y Ciencia Política y Ciencias de la Salud.

## Deportes

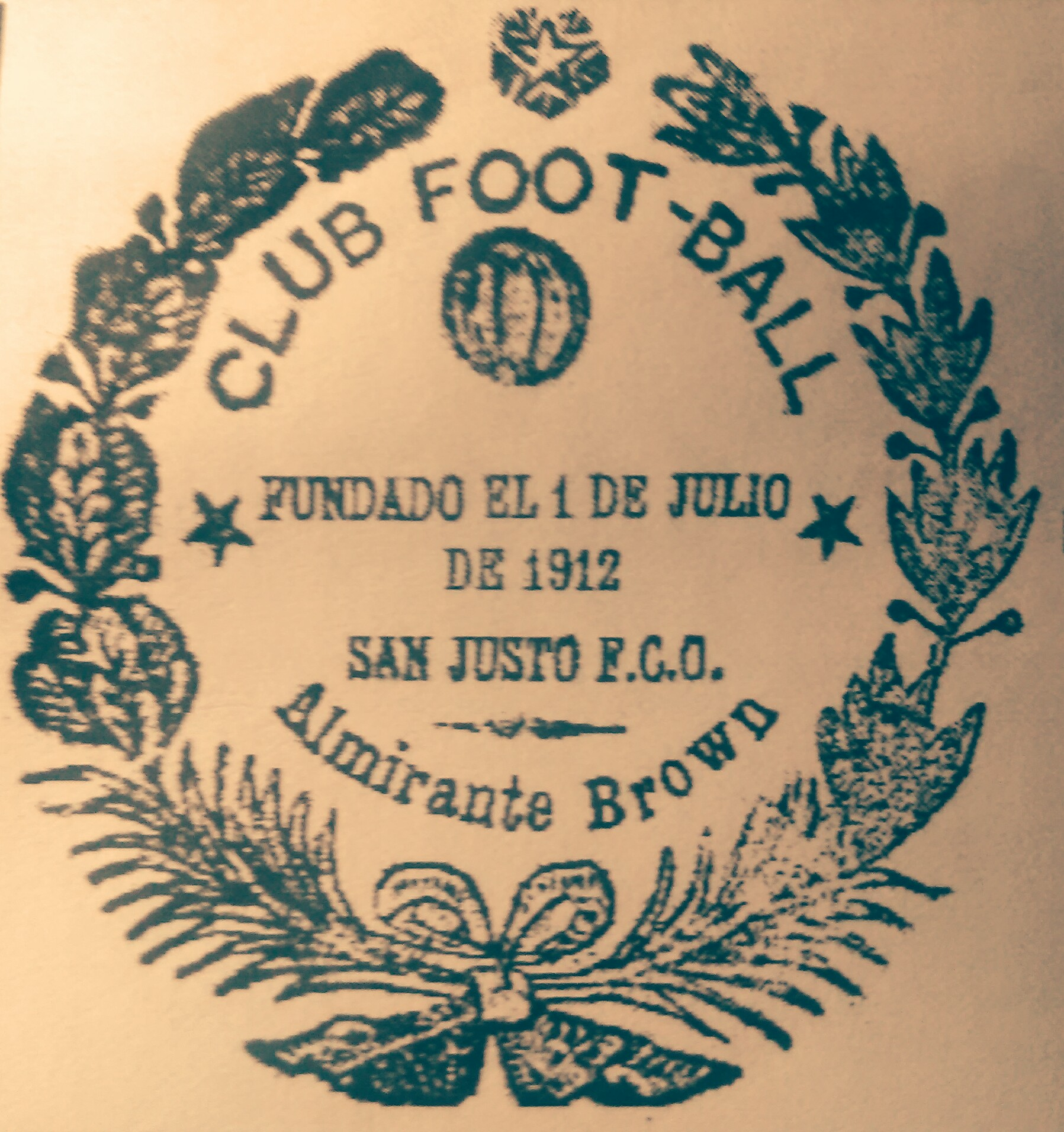
El primer sello de Almirante Brown luego de su fundación en 1912, documentación certificada por el Centro de Estudios Históricos de La Matanza (CEHLaM)

En San Justo existen varios clubes de relevancia. El Club Almirante Brown tiene su sede social en el centro de San Justo. Su fundación se remonta al 1 de julio de 1912 y su equipo de fútbol profesional juega en la Primera Nacional, segunda división del fútbol Argentino. Además se encuentran el Club Social de San Justo, fundado en 1919, y el Club Huracán, fundado en 1921. El Club Social y Deportivo Liniers de la divisional Primera D tiene su estadio en el barrio de Villegas en San Justo desde 1983.
También se encuentran en San Justo el Club Social y Deportivo Constructora Juniors, La Sociedad de fomento y cultural Villa Constructora en ese barrio y el Club Coccorino San Justo, la Sociedad de fomento Villa Alida fundado en agosto de 1950.

## Instituciones de bien público
- Rotary Club de Matanza
- Rotary Club Villa Constructora
- Club de Leones
- Sociedades de fomento San Martín, El Trébol, La Justina Este, Martín de Güemes, Manuel Belgrano, San Nicolás, Villa Alida y Villa Constructora, Justo Villegas
- Club Atlético Independiente